# Tyrolienne (transport)
Pour les articles homonymes, voir Tyrolienne.

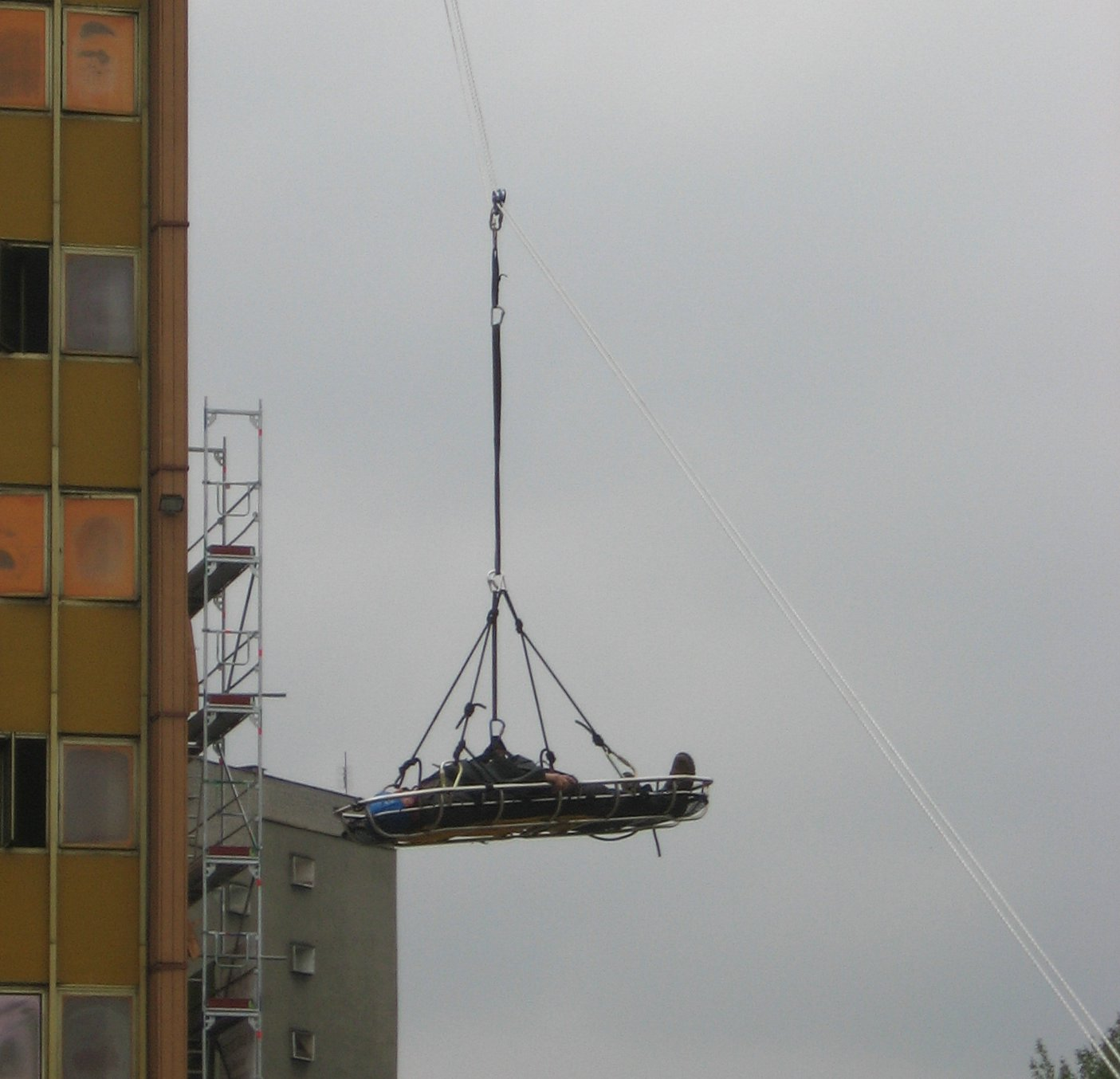
Exercice d'évacuation « en tyrolienne » d'un blessé.

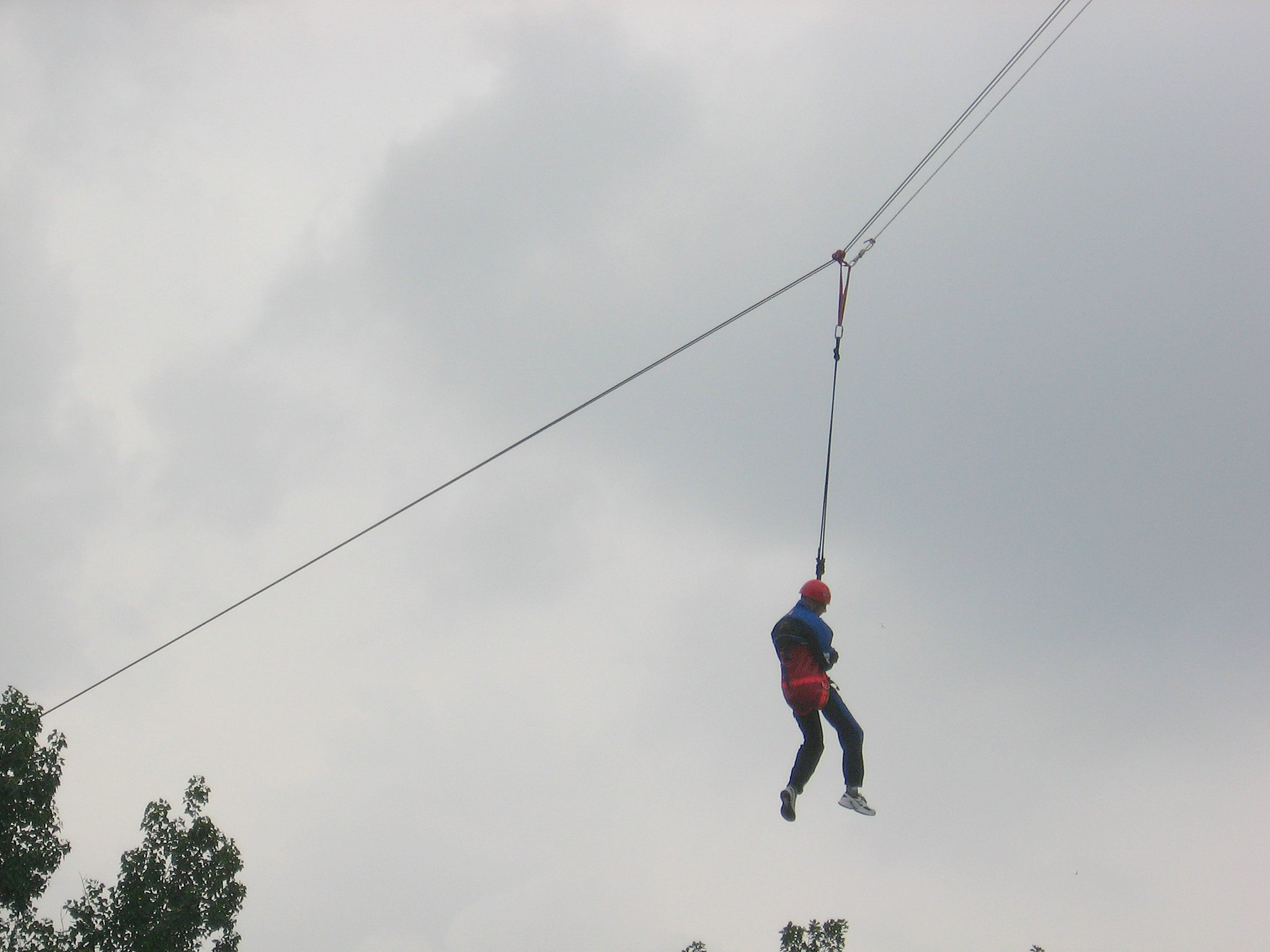
Transport d'une personne au moyen d'une « tyrolienne ».

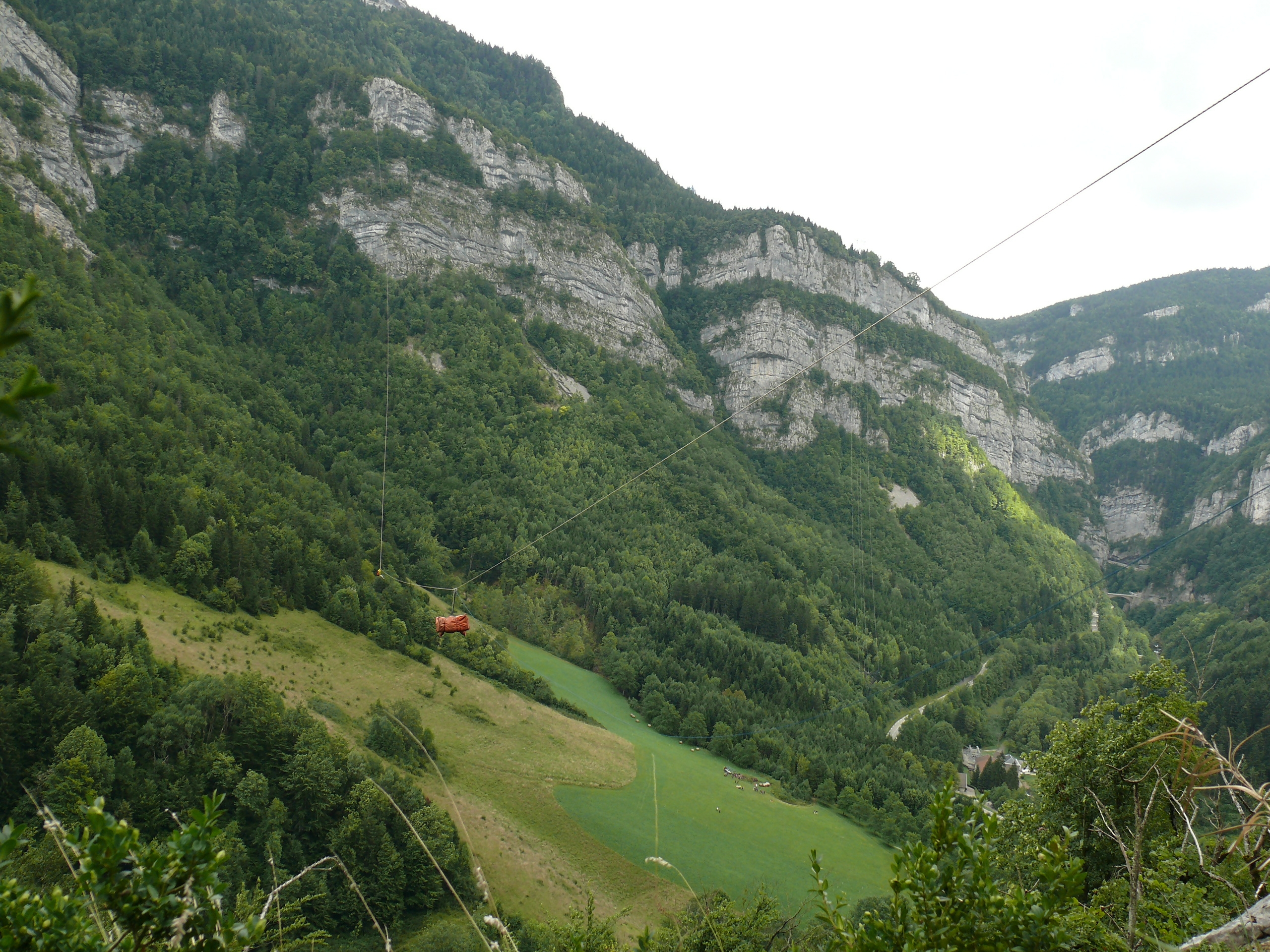
Vue d'ensemble de la tyrolienne Pierre-Rias.

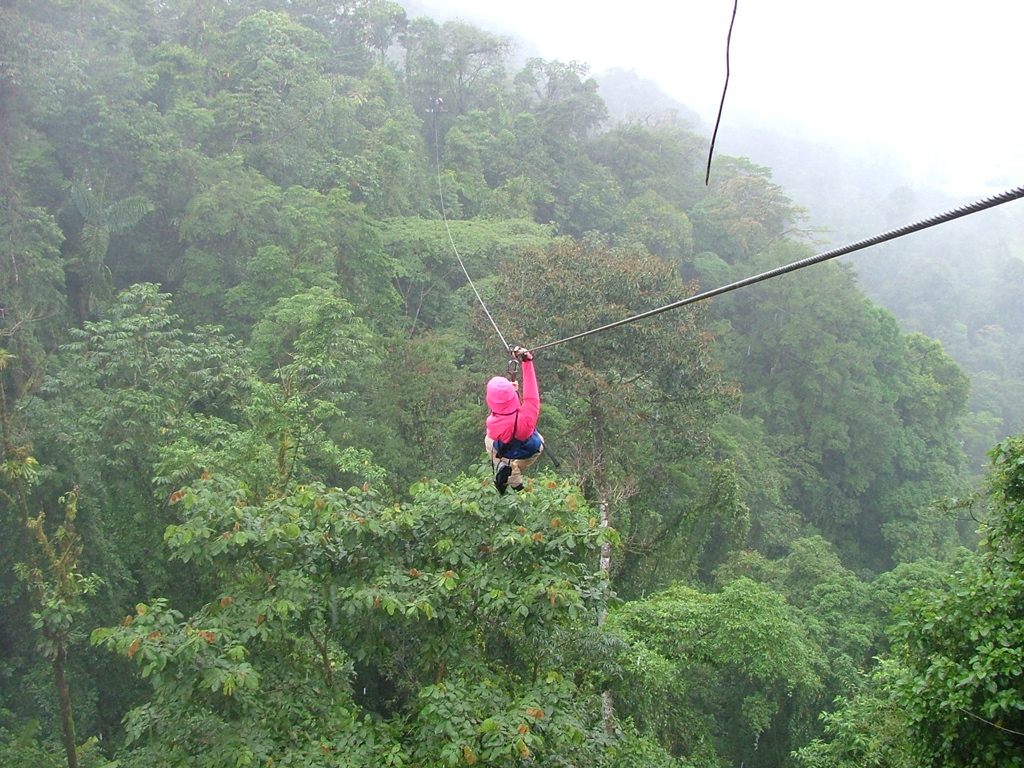
Tyrolienne / Canopy tour au Costa Rica.

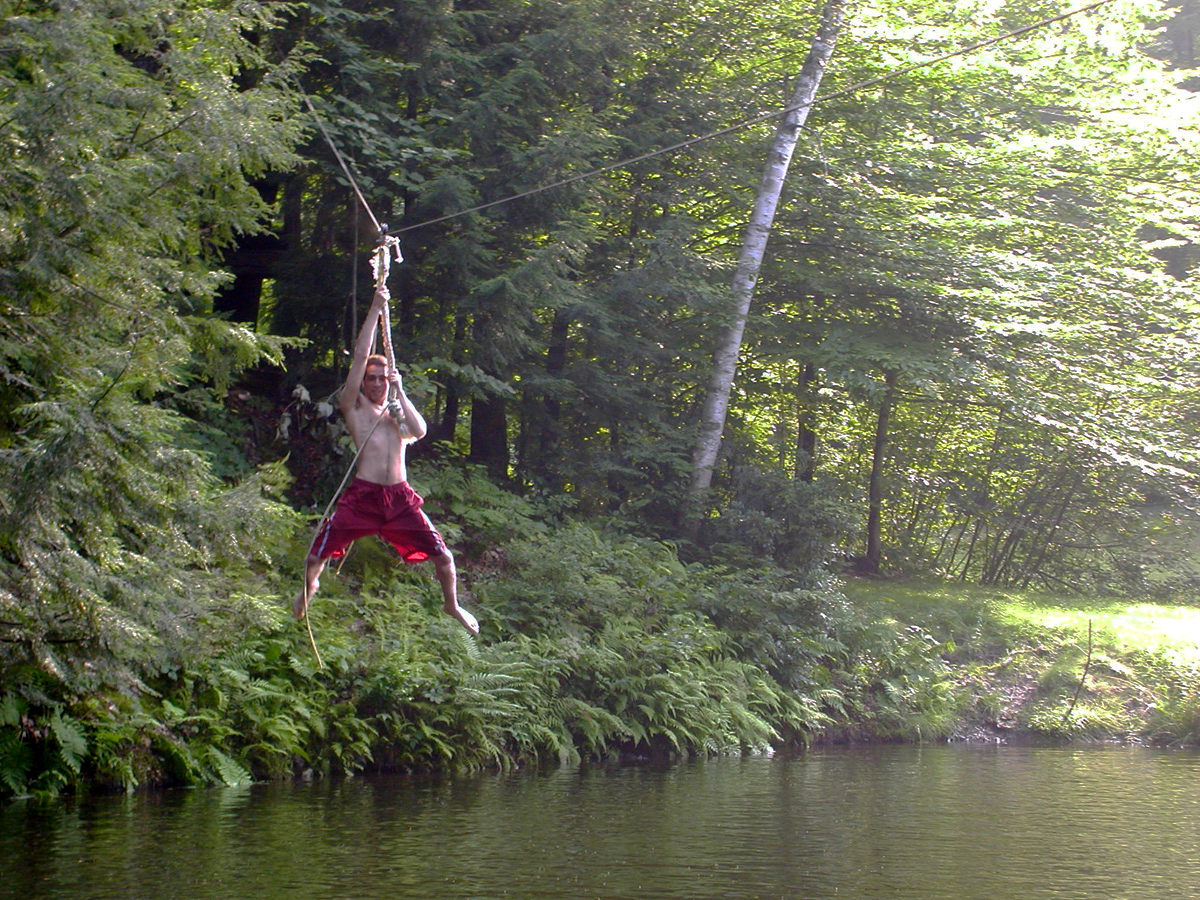
Tyrolienne sur eau.

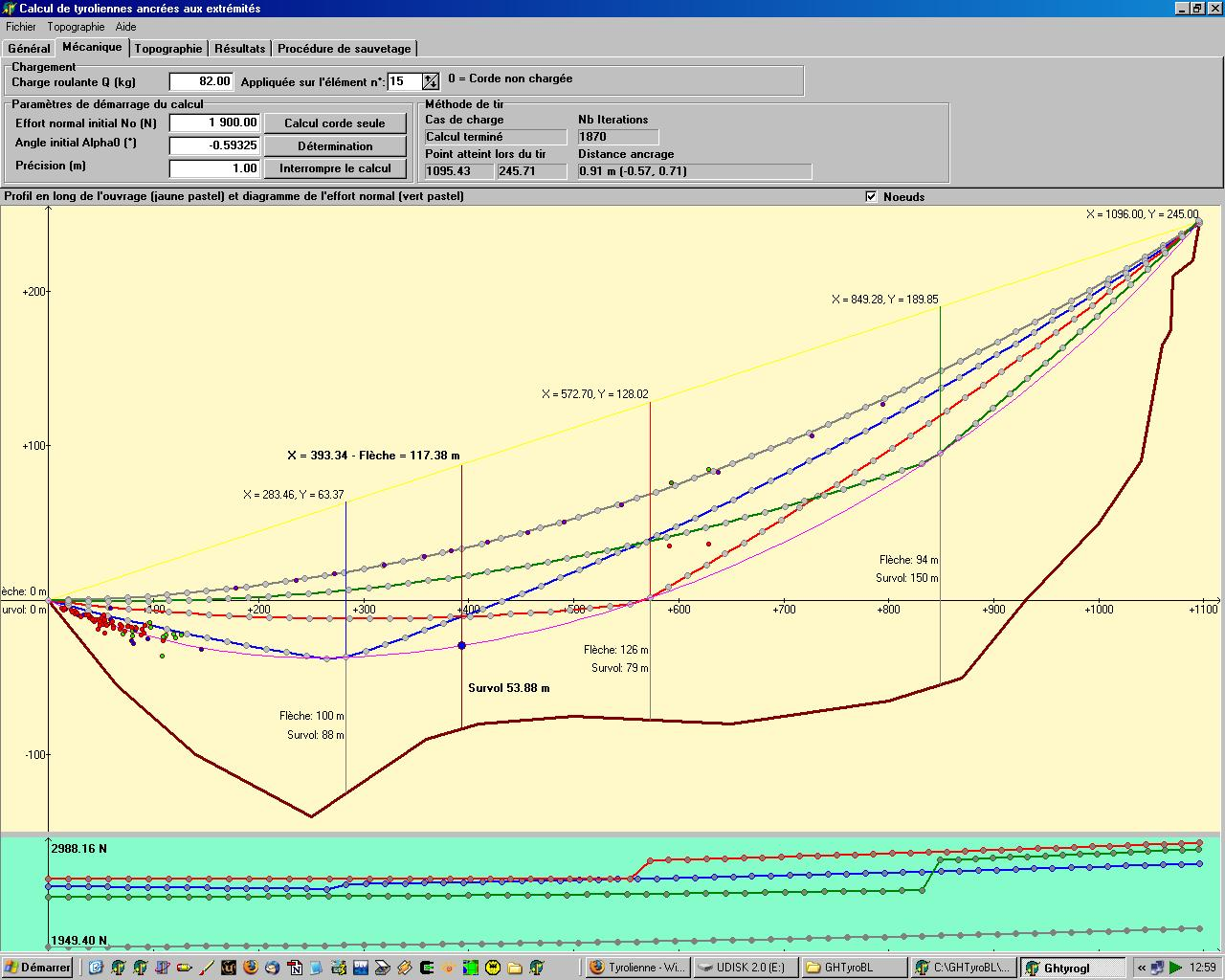
Logiciel GHTyro 2.00 : calcul de la tyrolienne P. Rias.

La tyrolienne est un système de transport sur filin. Il s'agit d'un mode de déplacement utilisé pour la traversée en hauteur d'un obstacle dénivelé comme une douve ou autre cuvette naturelle ou artificielle.
Une tyrolienne, parfois légèrement incurvée selon sa tension, est globalement horizontale ou de pente relativement modérée. Dans le cas d'une pente supérieure à 30°, elle prend plus facilement les noms anglo-saxons de taggle rope ou zip, ou en Belgique, death-ride, sans roulette et utilisant un mousqueton de pompier en acier pour la descente[réf. nécessaire].
Le parcours sur une tyrolienne varie selon le but et l'équipement de la traversée.

## Étymologie et historique
Le Tyrol est une région alpestre située pour la plus grande partie en Autriche et, pour une autre partie de moindre superficie, en Italie du nord-est.
Dans cette région accidentée, l'usage de ce type de dispositif y était vraisemblablement pratiqué, de manière plus courante qu'ailleurs, ce qui peut expliquer l'appellation de « tyrolienne », et du même nom que la manière gutturale de vocaliser en yodel.
La création des parcs de loisirs acrobatiques, à partir des années 1930 dans les Dolomites italiennes, a vu le développement pour le grand public de ces tyroliennes : afin de traverser, de façon aérienne et plutôt sportive, un précipice séparant deux aiguilles rocheuses, il arrivait que l'on tende entre ces deux pics une double corde, sur laquelle les téméraires pouvaient se coucher et « ramper » dans les airs.

## Application de la tyrolienne
Une tyrolienne peut être utilisée comme :
- méthode d'entraînement physique, par exemple dans l'armée (commando) ;
- activité de passage d'obstacles en sport de plein air (spéléologie[1], alpinisme…) ;
- activité de loisir, telle que les parcours acrobatiques en hauteur, canopy tours (visite de la canopée), etc. ;
- moyen de transport bon marché pour les personnes ou les biens (matériel, animaux…), dans les régions pauvres et/ou accidentées où la construction d'un pont ou d'une passerelle n'est pas envisageable ;
- moyen d'évacuation pour des victimes isolées dans un lieu élevé ou difficilement accessible par les moyens de transport classiques (en montagne, sous terre…).

## Équipement de la tyrolienne

### Tyrolienne de base
L'équipement le plus simple ne nécessite aucun appareillage autre que le filin (corde, câble…). Son usage est alors réservé au passage des personnes.
L'individu est couché sur la corde (la face de la tête contre la corde ou le câble). Il se retient avec une jambe pliée sur cette corde. L'autre jambe est pendante. La progression se fait par la force des bras.
Cette méthode est longue, pénible et dangereuse. Elle est cantonnée à de courtes traversées ou à des exercices purement sportifs.

### Tyrolienne aménagée
La tyrolienne peut également comporter une poulie qui glisse le long du filin et facilite ainsi la progression. Utilitaire dans un premier temps, cette technique est désormais adoptée comme attraction dans les parcs de loisirs dans le cadre d'un parcours acrobatique en hauteur.

## Installation de la tyrolienne
Il existe plusieurs variantes d'installation de tyrolienne, selon le nombre de cordes, le type d'amarrage aux extrémités et la nature de l'équipage mobile.
En particulier, l'amarrage des filins aux extrémités peut être soit fixe, soit réglable par contrepoids.
Le pré-positionnement du filin peut être réalisé de façon manuelle et statique, en déroulant la corde au sol avant de la mettre en tension. Cette méthode ne convient que pour des tyroliennes courtes et dont le tracé ne traverse pas d'obstacles notables à la progression.
Lorsqu'une telle installation n'est pas possible, il convient de recourir à des méthodes dynamiques. Par exemple :
- le lancer d'un filin souple de faible diamètre et de poids réduit (cordelette) qui permettra ensuite de tirer le filin définitif ;
- le portage par hélicoptère du filin définitif.

## Les plus grandes tyroliennes

### Tyrolienne de corde
En mai 2013, à Millau, à l'occasion du congrès de la Fédération française de spéléologie, marquant le 50e anniversaire de cette fédération, une tyrolienne de 2 164 m de longueur pour −383 mètres de dénivelé a été installée au-dessus de la Dourbie et parcourue par quelques volontaires sélectionnés,.
La tyrolienne, armée en corde de marque commerciale « Bandit » de diamètre 10,5 mm fabriquée par la société « Courant », fut mise en œuvre selon les méthodes du Spéléo secours français (SSF). Elle était instrumentée par dynamomètres. Le calcul de l'ouvrage a été effectué à l'aide du logiciel GHTyro, déjà utilisé pour le dimensionnement de la Tyrolienne Pierre-Rias.
La corde fut amenée par hélicoptère puis tendue au-dessus de la vallée, entre le quartier de Caussibols (au pied de la Pouncho) et un sommet de falaise se situant sur le plateau du Larzac, à proximité de la ferme de l’Hôpital.

### Tyrolienne de câble
Une tyrolienne de 2,8 km a été inaugurée aux Émirats arabes unis le 1er février 2018.
La tyrolienne de La Colmiane (Alpes-Maritimes), ouverte le 20 décembre 2015, devient la plus grande tyrolienne multi-section de France ouverte au public, sur une longueur totale de 2 663 m et un dénivelé de près de 300 m répartis en deux tronçons.